# Solo Quédate en Silencio
"Solo quédate en silencio"- singiel meksykańskiego zespołu RBD z ich pierwszej płyty Rebelde z 2004 r. Obok Sálvame i Rebelde jeden z największych hitów zespołu, którego teledysk został wykorzystany w czołówce serialu Zbuntowani, w którym główne role grają członkowie zespołu. Śpiewają Anahí, Dulce María i Christian Chávez. Pozostali członkowie śpiewają w refrenach piosenki(w wersji koncertowej każdy z członków zespołu ma partię do zaśpiewania) Autorem piosenki jest Mauricio Arriaga.

## Notowania w różnych krajach
| Rok  | Tytuł                      | Album     | Miejsce | Miejsce | Miejsce | Miejsce |
| Rok  | Tytuł                      | Album     | USA     | MEX     | BRA     | latin   |
| ---- | -------------------------- | --------- | ------- | ------- | ------- | ------- |
| 2005 | "Solo quédate en silencio" | "Rebelde" | 20      | 1       | 2       | 3       |